# Transports dans la Seine-Saint-Denis

Les transports dans le département français de Seine-Saint-Denis sont caractérisés par la forte densité des infrastructures de transport et le trafic soutenu qu'elles supportent. Comme dans le reste de la petite couronne parisienne, les transports en commun organisés par Île-de-France Mobilités (RER, Transilien, métro...) sont fortement polarisés vers Paris. Toutefois, dans un des départements les moins motorisés de France, le temps de transport vers les pôles d'emploi de la région peut parfois être très élevé, notamment pour les habitants des quartiers paupérisés souvent desservis uniquement par bus.

## Transport routier

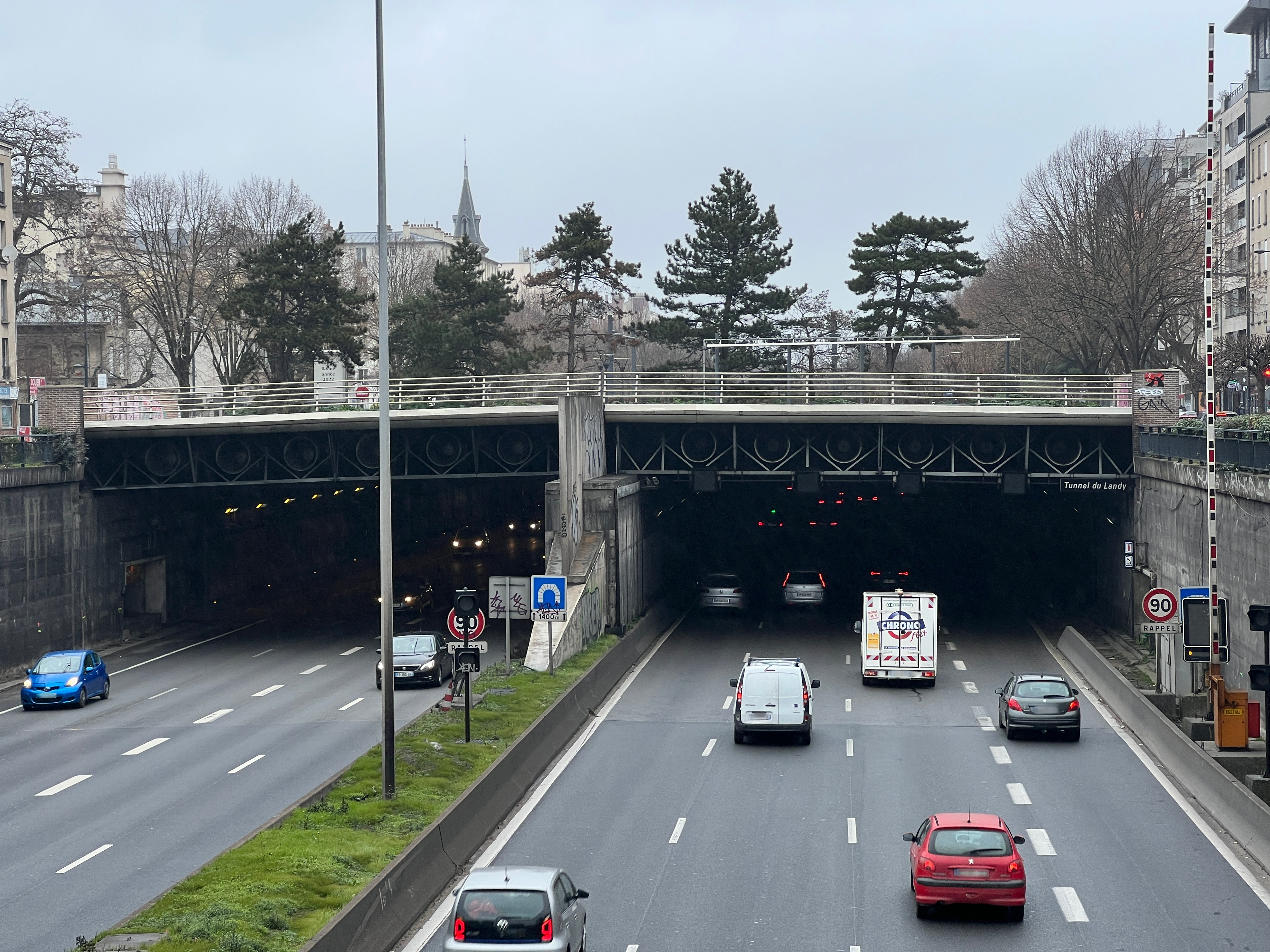
Entrée du tunnel du Landy, construit en 1998 par couverture de l'autoroute A1 à Saint-Denis.

### Infrastructures routières
La position géographique de la Seine-Saint-Denis l'a placée sur les itinéraires routiers puis autoroutiers reliant Paris au nord et à l'est du territoire français ; mais un important trafic local et régional, aujourd'hui prépondérant, est généré par le poids démographique et économique (industriel et aujourd'hui tertiaire autour de quelques pôles d'activité) de ce département. De grandes infrastructures autoroutières ont été construites dans la seconde moitié du XXe siècle et pénètrent au cœur de l'agglomération parisienne, en grande partie à ciel ouvert, à l'inverse d'un département comme les Hauts-de-Seine ; les effets de coupure urbaine ainsi générés sont progressivement réduits par la couverture de ces autoroutes.
Les deux principaux axes radiaux sont l'autoroute A1 et l'autoroute A3, qui, partant de Paris, se rejoignent à la frontière du Val-d'Oise en direction de l'aéroport de Paris-Charles-de-Gaulle et de Lille, après avoir notamment traversé Saint-Denis et La Courneuve pour la première, Montreuil, Bondy et Aulnay-sous-Bois pour la seconde. L'autoroute A4, quant à elle, ne traverse que brièvement le département au niveau de Noisy-le-Grand. Ces trois axes sont très fréquentés, avec 100 000 à 200 000 véhicules par jour sur 2x3 ou 2x4 voies.
Deux courtes antennes se séparent de l'A3 : l'autoroute A103, dont le prolongement vers Marne-la-Vallée a été abandonné, dessert Rosny-sous-Bois et Villemomble, tandis que l'autoroute A186 qui desservait l'est de Montreuil a été fermée en 2019.
Aux côtés de ces axes radiaux, l'autoroute A86, également à 2x3 ou 2x4 voies selon les sections, forme une boucle autour de Paris en desservant notamment Saint-Denis et Bobigny. L'autoroute A170 possède dans le département une double fonction, transversale et radiale (assurant la continuité de la route nationale 2 vers Paris).
Le déclassement par l'État de la quasi-totalité des routes nationales du département en 2006 a fait l'objet d'une vive opposition du conseil départemental, raison pour laquelle une partie des anciennes routes nationales reste indiquée comme route nationale dans la signalisation routière.

### Covoiturage et autopartage
Comme dans les autres départements de la région, Île-de-France Mobilités subventionne les trajets en covoiturage courte distance en offrant la gratuité aux détenteurs de forfaits Navigo annuel ou mensuel ou Imagine'R, auprès des opérateurs de covoiturage partenaires.

## Transport ferroviaire et transports en commun

### Historique

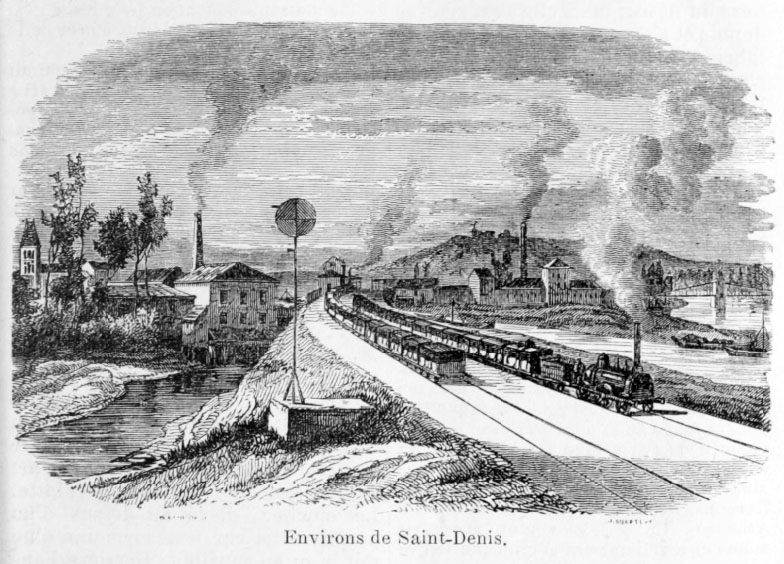
Gravure de la gare de Saint-Denis vers 1856.

L'actuel département de Seine-Saint-Denis, qui, dans la première moitié du XIXe siècle, ne comportait pas d'agglomération importante (hormis Saint-Denis), n'a pas été desservi par les premières lignes de chemin de fer de la région parisienne, dirigées vers l'ouest et le sud de Paris. Il fallut attendre l'ouverture des premières sections des grandes lignes de Paris-Nord à Lille (1846) et de Paris-Est à Strasbourg-Ville (1849) pour que le transport ferroviaire apparaisse dans le nord-est parisien. Avec l'itinéraire direct de Saint-Denis à Creil (1859) et les lignes de Paris-Est à Mulhouse-Ville (1856-1857) et de Paris-Nord à Hirson (1860-1861), ces lignes ferroviaires constitueront jusqu'à nos jours l'armature du réseau ferroviaire dans le département. Ces lignes sont exploitées dès leur ouverture par la Compagnie des chemins de fer du Nord et la Compagnie des chemins de fer de l'Est, qui deviendront deux des sept grandes compagnies constituant la SNCF en 1938.
Ces lignes radiales sont reliées à partir de 1882 par la ligne de la grande ceinture de Paris, qui sera doublée en 1928 par la grande ceinture complémentaire permettant d'éviter le tronc commun de la première avec la ligne de Paris à Mulhouse.

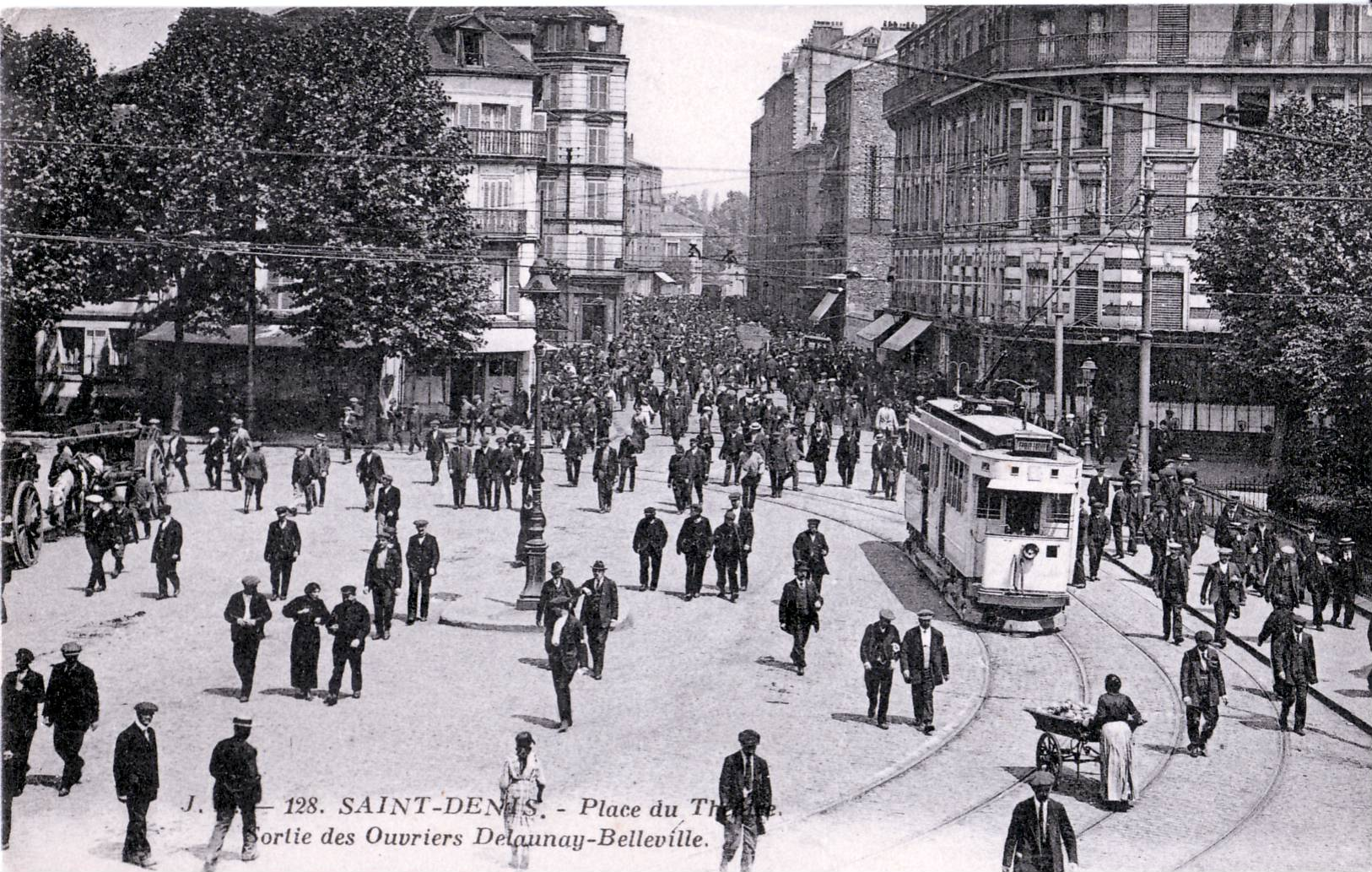
Un tramway électrique place du Théâtre à Saint-Denis au début du XXe siècle.

Si l'actuelle Seine-Saint-Denis était peu urbanisée avant l'arrivée du train, l'ouverture de ces lignes de chemins de fer provoqua un développement démographique rapide du nord-est parisien, grâce à d'importantes opérations immobilières qui débuteront dès la fin des années 1840 et se poursuivront jusqu'à la fin du siècle. En 1869, Saint-Denis était la troisième gare du réseau des chemins de fer du Nord, et les gares de banlieue étaient pour cette compagnie celles où le trafic augmentait le plus vite. Confrontées à l'augmentation exponentielle de leur trafic, les compagnies, après avoir développé des services et des matériels roulants spécifiques au trafic de banlieue, doivent augmenter la capacité de leurs infrastructures : la section de ligne de Paris-Nord à Survilliers est en 1905 l'une des premières mises à quatre voies en France. Cette croissance du trafic voyageurs ne concerne toutefois pas les lignes de grande ceinture, dont l'exploitation voyageurs sera définitivement abandonnée à la veille de la Seconde Guerre mondiale.
Entre 1942 et 1944, une soixantaine de convois de déportation quittent la gare du Bourget puis la gare de Bobigny, proches du camp de Drancy, à destination des camps de la mort (principalement Auschwitz).
Jugés sensibles en raison de leur proximité des frontières du nord-est, les réseaux des chemins de fer du Nord et de l'Est ne seront électrifiés qu'à partir des années 1950 : l'électrification des lignes de Seine-Saint-Denis en courant alternatif 25 kV 50 Hz sera achevée en 1977. À la même époque et pour la première fois depuis une cinquantaine d'années, de nouvelles lignes sont construites, d'Aulnay-sous-Bois au nouvel aéroport Charles de Gaulle (1976) et de Vincennes à la ville nouvelle de Marne-la-Vallée (1977-1980) et intégrées dans le nouveau réseau express régional d'Île-de-France (RER), dont le développement se poursuivra jusqu'au XXIe siècle.
L'actuelle Seine-Saint-Denis a également été desservie par des modes plus légers. Le tramway hippomobile et à vapeur apparaît dans les années 1870 : l'ancien tramway d'Île-de-France est électrifié au tournant du siècle et poursuit son développement jusqu'aux années 1920, avant de disparaître dans la décennie suivante — 
la ligne 112 du Raincy à Montfermeil est la dernière à fermer (hors tramway de Versailles) en 1938. C'est que le tramway est concurrencé par un nouveau mode de transport, jugé plus moderne : en 1937, le métro de Paris pénètre dans l'actuelle Seine-Saint-Denis en desservant trois nouvelles stations à Montreuil sur la ligne 9. D'autres prolongements de ligne permettront aux communes les plus proches de Paris d'être desservies par le métro au cours du XXe siècle. En 1992, la Seine-Saint-Denis accueille la première ligne du nouveau tramway d'Île-de-France, un demi-siècle après la disparition de l'ancien réseau ; plusieurs autres lignes ont depuis été créées, faisant de la Seine-Saint-Denis un département précurseur dans le renouveau de ce mode de transport.
|                                |
| Le réseau ferroviaire en 1930. |

|                                     |
| Le réseau ferroviaire de nos jours. |

|                                                    |
| Carte animée de l’évolution du réseau ferroviaire. |

|                                                                     |
| Carte animée de l'évolution des réseaux urbains (tramway et métro). |

### Situation actuelle
Île-de-France Mobilités est, comme dans le reste de la région Île-de-France, autorité organisatrice de la mobilité sur la totalité du territoire départemental.

#### Transport ferroviaire de longue distance

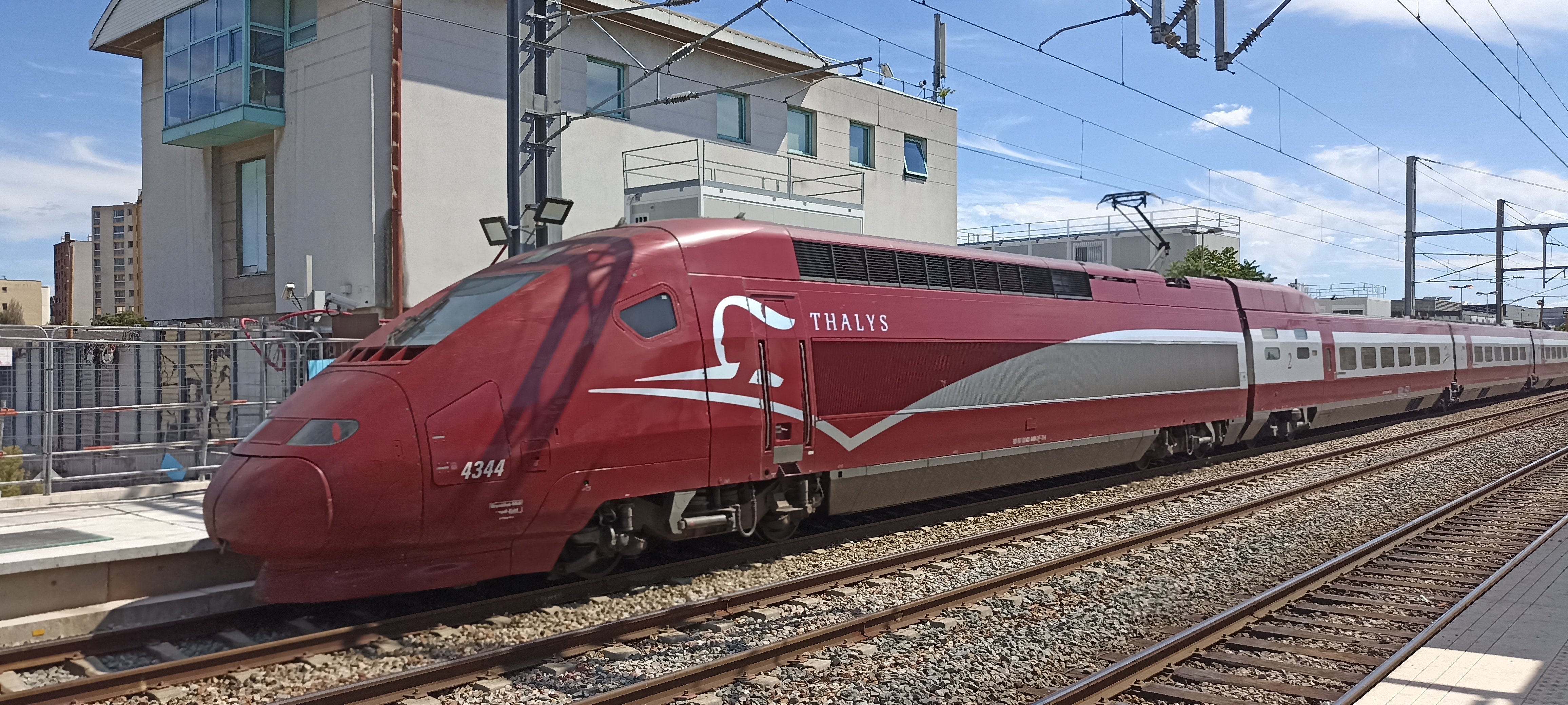
Un train Thalys PBKA traverse sans arrêt la gare de Saint-Denis.

La Seine-Saint-Denis est traversée par les trains à grande vitesse TGV inOui, Ouigo, Eurostar, Thalys et ICE reliant les gares de Paris-Nord et Paris-Est au nord et à l'est de la France, au Royaume-Uni, à la Belgique, aux Pays-Bas, à l'Allemagne et au Luxembourg, ainsi que par des trains TER Hauts-de-France et TER Grand Est. Toutefois, aucun de ces trains ne s'arrête dans une gare du département.
En revanche, la gare de l'aéroport Charles-de-Gaulle 2 TGV, située à la limite des départements du Val-d'Oise et de Seine-et-Marne, est reliée par TGV inOui, Ouigo et Thalys à de nombreuses destinations françaises et européennes.
La gare du Bourget, située à la jonction de la ligne de La Plaine à Hirson et Anor (frontière) et de la ligne de la grande ceinture de Paris, est la dernière gare de triage encore en activité en Île-de-France.

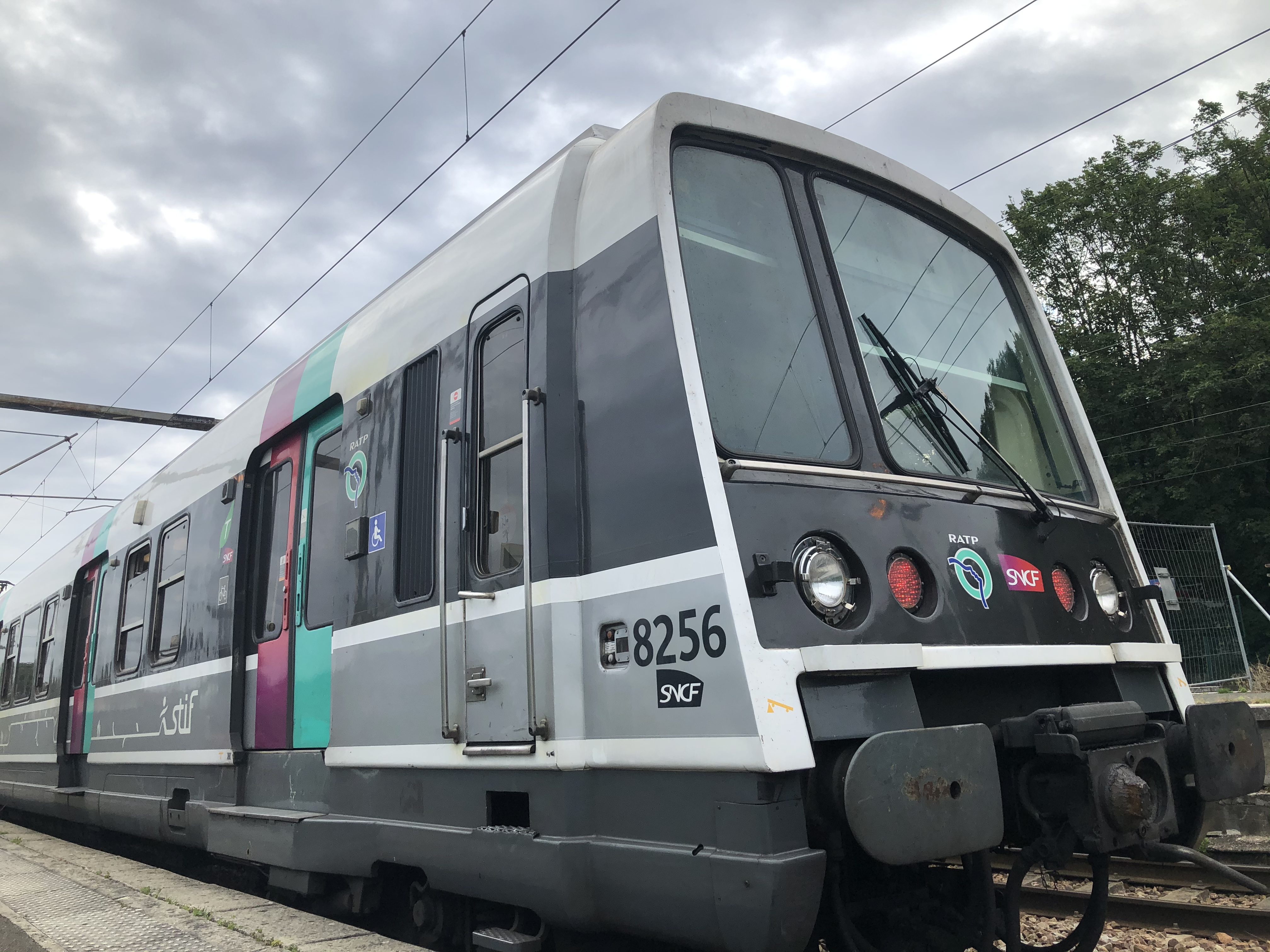
Une rame MI 79 en gare de Sevran - Livry.

#### RER et Transilien
La Seine-Saint-Denis est parcourue par :
- la ligne A du RER (branche A4), qui dessert d'ouest en est les gares RATP de Neuilly-Plaisance (à la limite du Val-de-Marne), Bry-sur-Marne (à la limite du Val-de-Marne), Noisy-le-Grand-Mont d'Est et Noisy - Champs (à la limite de la Seine-et-Marne) ;
- la ligne B du RER (tronc commun et branches B3 et B5), qui dessert du sud-ouest au nord-est les gares SNCF suivantes :
  - tronc commun : La Plaine - Stade de France, La Courneuve - Aubervilliers, Le Bourget, Drancy, Le Blanc-Mesnil et Aulnay-sous-Bois ;
  - branche B3 : Sevran - Beaudottes, Villepinte, Parc des Expositions, Aéroport Charles-de-Gaulle 1 et Aéroport Charles-de-Gaulle 2 TGV (ces deux dernières à la limite des départements du Val-d'Oise et de Seine-et-Marne) ;
  - branche B5 : Sevran - Livry et Vert-Galant ;
- la ligne C du RER (gare de Saint-Ouen sur la branche C5) ;
- la ligne D du RER (branches D1/D3), qui dessert du sud au nord les gares SNCF de Stade de France - Saint-Denis, Saint-Denis et Pierrefitte - Stains ;
- la ligne E du RER (tronc commun et branches E2 et E4), qui dessert d'ouest en est les gares SNCF suivantes :
  - tronc commun : Pantin et Noisy-le-Sec ;
  - branche E2 : Bondy, Le Raincy - Villemomble - Montfermeil, Gagny et Le Chénay-Gagny ;
  - branche E4 : Rosny-Bois-Perrier et Rosny-sous-Bois, puis, après un passage dans le Val-de-Marne, Les Yvris-Noisy-le-Grand ;
- la ligne H du Transilien, qui relie Paris-Nord principalement au Val-d'Oise mais dessert en Seine-Saint-Denis les gares de Saint-Denis et Épinay - Villetaneuse (à la limite du Val-d'Oise);
- la ligne K du Transilien, qui relie Paris-Nord à Crépy-en-Valois en desservant uniquement Aulnay-sous-Bois dans le département ;
- la ligne P du Transilien, qui relie Paris-Est principalement à la Seine-et-Marne (au-delà des gares desservies par le RER E), et ne dessert aucune gare dans le département.

Les principales gares SNCF de voyageurs sont celles de Saint-Denis et Aulnay-sous-Bois, avec une fréquentation respective de 32 et 24 millions de voyageurs en 2019, ce qui en fait les 11e et 15e gares de France. La gare RATP la plus fréquentée est, quant à elle, celle de Noisy-le-Grand-Mont d'Est avec 7,6 millions de voyageurs en 2019 (selon une méthodologie différente).

#### Métro

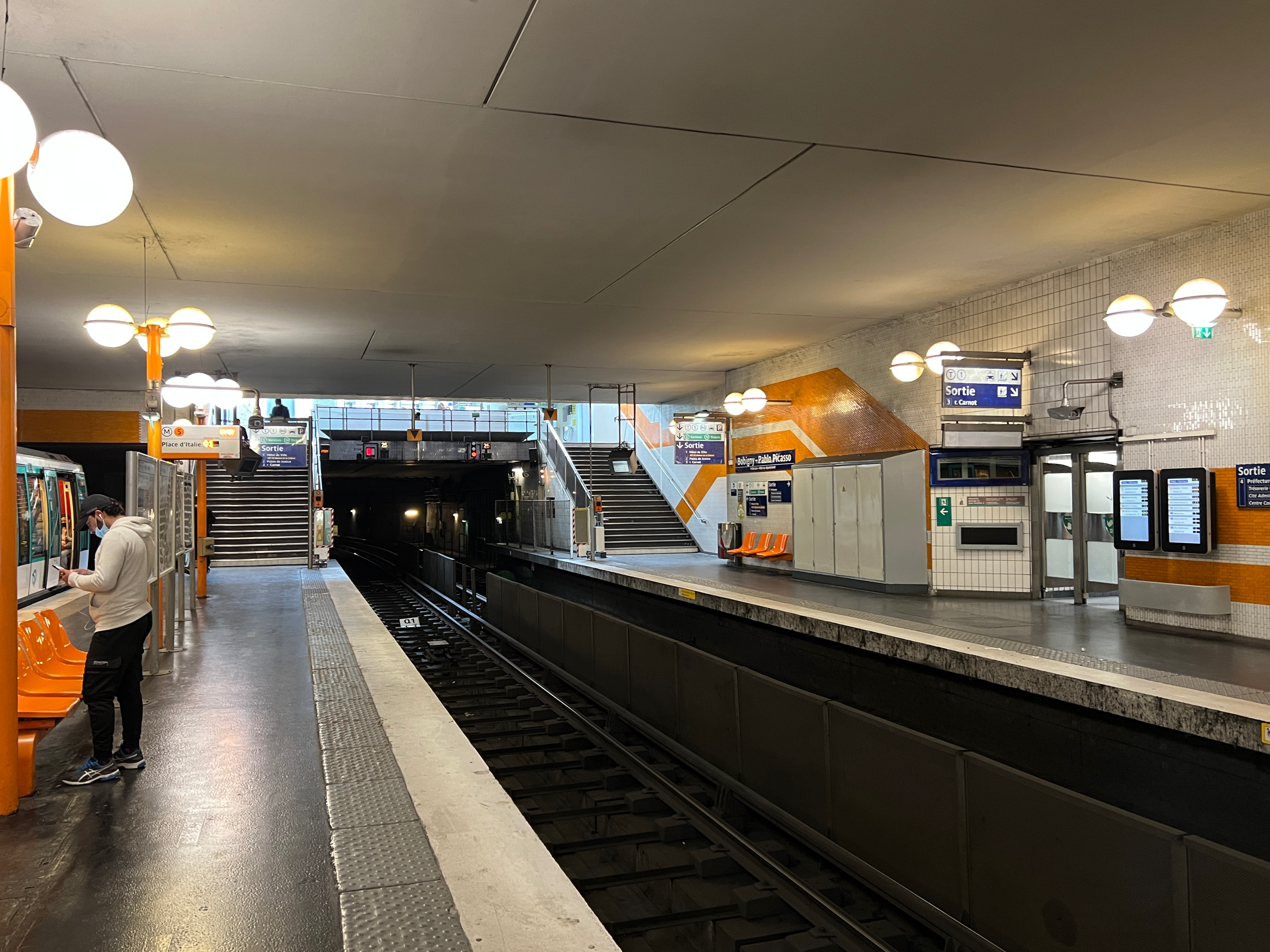
La station Bobigny - Pablo Picasso, terminus de la ligne 5 du métro de Paris.

La Seine-Saint-Denis est parcourue par plusieurs lignes du métro de Paris, principalement dans les communes limitrophes de Paris :
- l'extrémité est de la ligne 3 du métro, qui dessert une station dans la commune de Bagnolet ;
- l'extrémité nord-est de la ligne 5 du métro, qui dessert 4 stations dans les communes de Pantin et Bobigny ;
- l'extrémité nord-est de la ligne 7 du métro, qui dessert 3 stations dans les communes de Pantin, Aubervilliers et La Courneuve ;
- l'extrémité est de la ligne 9 du métro, qui dessert 3 stations dans la commune de Montreuil ;
- l'extrémité est de la ligne 11 du métro, qui dessert 7 stations dans les communes des Lilas, Romainville, Noisy-le-Sec, Montreuil et Rosny-sous-Bois ;
- l'extrémité nord de la ligne 12 du métro, qui dessert 3 stations dans les communes de Saint-Denis et Aubervilliers ;
- l'extrémité nord d'une des deux branches de la ligne 13 du métro, qui dessert 6 stations dans les communes de Saint-Ouen et Saint-Denis ;
- l'extrémité nord de la ligne 14 du métro, qui dessert 3 stations dans les communes de Saint-Ouen et de Saint-Denis.

Les lignes 15, 16 et 17 du Grand Paris Express devraient également desservir près d'une vingtaine de stations dans le département, après leur mise en service échelonnée jusqu'en 2030.

#### Tramway

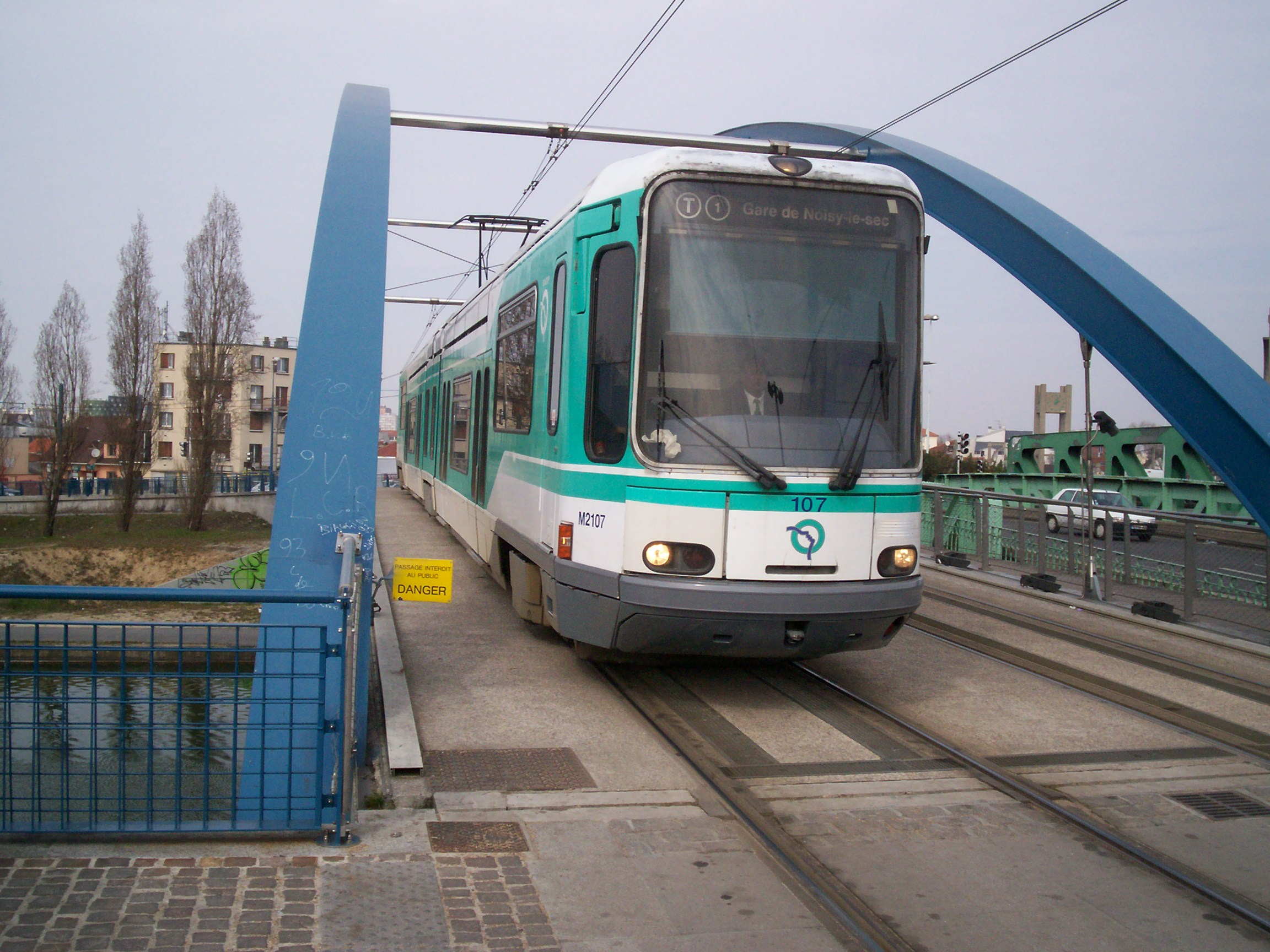
Une rame de la ligne 1 du tramway d'Île-de-France sur le pont de Bondy.

La Seine-Saint-Denis est parcourue  par :
- la ligne 1 du tramway, première ligne recréée en Île-de-France après l'abandon du premier réseau en 1936, qui dessert les communes de L'Île-Saint-Denis, Saint-Denis, La Courneuve, Drancy, Bobigny et Noisy-le-Sec ;
- la ligne 4 du tramway, en partie construite à la place d'une ancienne ligne ferroviaire, qui dessert les communes de Bondy, Villemomble, Les Pavillons-sous-Bois, Livry-Gargan, Sevran, Aulnay-sous-Bois, Clichy-sous-Bois et Montfermeil ;
- la ligne 5 du tramway (sur pneumatiques), qui dessert les communes de Saint-Denis et Pierrefitte-sur-Seine
- la ligne 8 du tramway, qui dessert les communes de Saint-Denis, Villetaneuse et Épinay-sur-Seine ;
- la ligne 11 du tramway, qui dessert les communes d'Épinay-sur-Seine, Villetaneuse, Pierrefitte-sur-Seine, Stains, La Courneuve, Dugny, Le Bourget et Drancy.

De multiples projets de prolongement de ces lignes sont envisagés.

#### Autobus
Le département est principalement desservi par le réseau de bus RATP.

## Transport fluvial

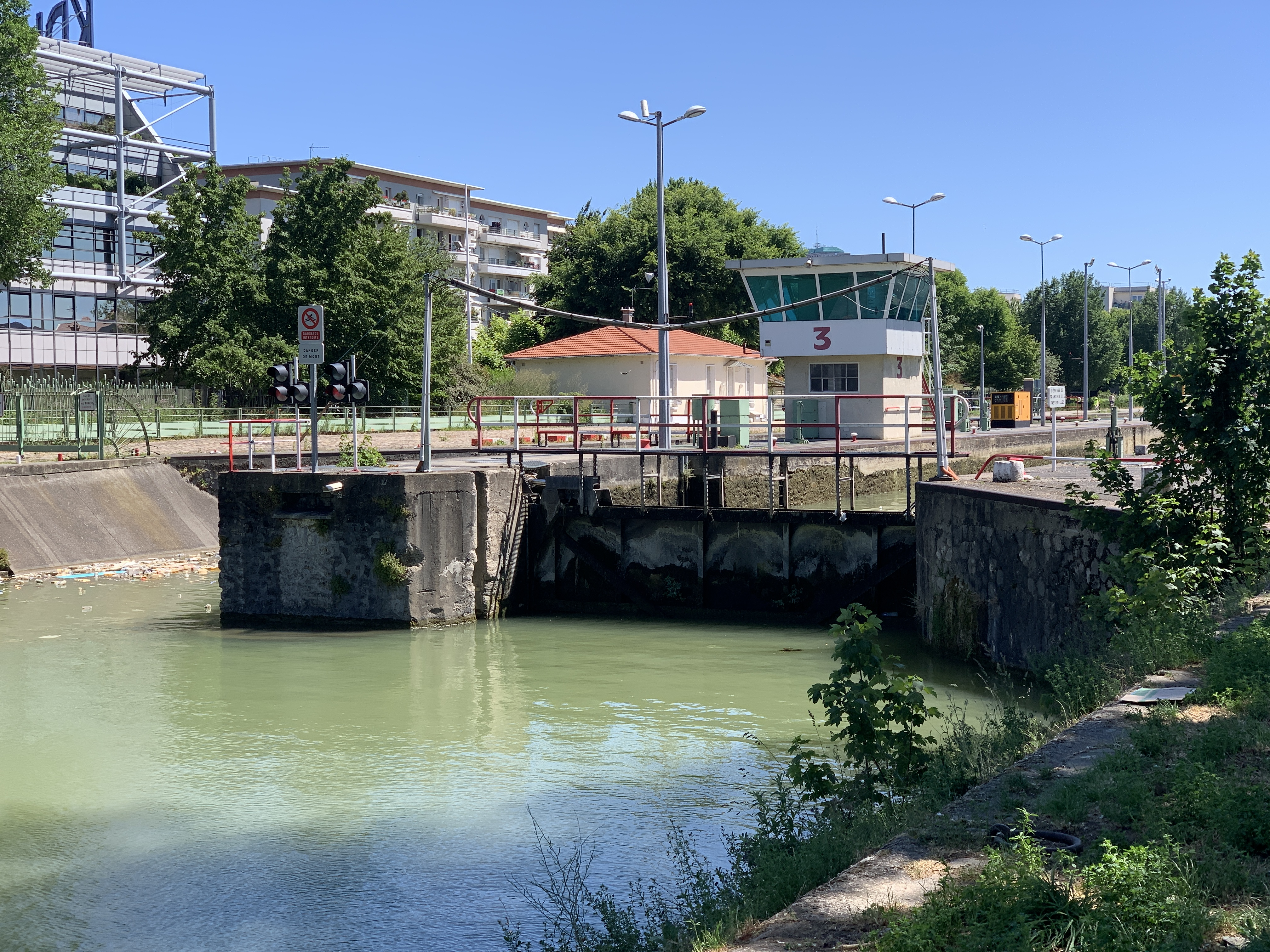
L'écluse d'Aubervilliers sur le canal Saint-Denis.

Le département connaît un trafic fluvial important sur la Seine (classe V CEMT), mais il s'agit principalement d'un trafic de passage puisque les principaux ports de ce fleuve sont situés hors du département. En revanche, le canal de l'Ourcq et le canal Saint-Denis, qui appartiennent au réseau des canaux parisiens, sont d'usage principalement local, notamment pour le transport de matériaux de construction. La Marne, au gabarit Freycinet (classe I), accueille un trafic plus modeste.

## Transport aérien
L'aéroport de Paris-Charles-de-Gaulle, situé à la limite des départements de Seine-Saint-Denis, du Val-d'Oise et de Seine-et-Marne, est le plus fréquenté de France et le deuxième en Europe. Une centaine de compagnies aériennes le relient à environ 300 destinations dans le monde. Le site constitue l'un des principaux pôles d'emploi du département. La taille de cet aéroport explique qu'il génère d'importants flux pour les autres modes de transport, locaux (notamment pour l'acheminement des quelque 80 000 salariés du site), régionaux (RER B, autoroute A1 et autoroute A3 depuis Paris) et nationaux (trains à grande vitesse s'arrêtant en gare de l'aéroport Charles-de-Gaulle 2 TGV).
L'aéroport de Paris-Le Bourget, lui aussi situé à la limite du Val-d'Oise, fut le premier aéroport civil de Paris ; s'il n'accueille plus de vols commerciaux réguliers, il reste le premier aérodrome d'affaires d'Europe avec plus de 50 000 mouvements annuels.

## Modes actifs
Le département est traversé par plusieurs voies vertes, véloroutes et sentiers de grande randonnée.
La Seine-Saint-Denis est concernée par les lignes V1 (Le Mesnil-Aubry / Arpajon), V2 (Vélizy-Villacoublay / Aéroport Charles-de-Gaulle), V3 (Maurepas-La Verrière / Parc des expositions de Paris-Nord Villepinte/Claye-Souilly), V6 (Cergy-Pontoise / Tournan-en-Brie/Verneuil-l'Étang) et V20 (Grande ceinture) du projet de RER Vélo, réseau de pistes cyclables de moyenne distance à travers la région Île-de-France.